# Montag (Band)
Montag (oder Mon)tag) ist eine 1999 gegründete Band aus Hamburg, die beim Label Tapete Records unter Vertrag steht.

## Geschichte
Die Band wurde am 5. November 1999 von Julian Friedrich, Dominik Pobot und Jan Ostendorf in Hamburg gründet. Die Musiker selbst bezeichnen ihren Stil als „cineastischen Pop-Rock“. Ihr erstes Album Gefallen erschien 2003 und im selben Jahr auch die Single Wofür. 2 Jahre später folgte dann Sender. Nach langer Pause entstand im Jahr 2009 das Album Montag mit der Single Tausend Jahre sind ein Tag, einer Coverversion von Udo Jürgens’ Titelmelodie der Zeichentrickserie Es war einmal … der Mensch.
Zuvor hatten Friedrich und Pobot unter ihren Nachnamen als Projektnamen ein Klavierstück namens Home veröffentlicht, das 2008 durch einen Ikea-Werbespot bekannt wurde.

## Diskografie

### Alben
- 2003: Gefallen
- 2005: Sender
- 2009: Montag

### Singles
- 2003: Wofür
- 2009: Tausend Jahre sind ein Tag